# Pocah
Viviane de Queiroz Pereira (ur. 17 października 1994), lepiej znana pod pseudonimem Pocah, a wcześniej MC Pocahontas – brazylijska piosenkarka i autorka tekstów.

## Biografia
Viviane de Queiroz Pereira urodziła się 17 października 1994 r. w Queimados w Rio de Janeiro i wychowała w Duque de Caxias. Jest córką Marines de Queiroz i Leonardo Pereiry. Jest pochodzenia z afrykańskiego, portugalskiego i brazylijskiego. Przed rozpoczęciem kariery muzycznej pracowała jako manicurzystka w salonie piękności swojej matki. Jej pierwszy kontakt z muzyką to towarzyszenie starszemu bratu podczas tras koncertowych z jego zespołem rockowym, gdy miała 12 lat. Podczas liceum poznała Rio funk.
Oficjalnie rozpoczęła karierę w 2012 roku, wydając piosenkę „Mulher do Poder”, która osiągnęła ponad 11 milionów wyświetleń na YouTube i została uznana za punkt zwrotny na kwitnącej wówczas scenie ostentação funk. Jej pseudonim sceniczny, „MC Pocahontas”, pochodzi od jej fizycznego podobieństwa do tytułowej postaci Disneya. W drugiej dekadzie XXI wieku MC Pocahontas wydała utwory z Naiarą Azevedo i Dani Russo („Ó Quem Voltou”, do której teledysk wyprodukowany przez KondZillę osiągnął ponad 6,9 miliona wyświetleń) i MC Mirella („Quer Mais?”); oba wspólne projekty otrzymały odpowiednio podwójne platyny i diamenty przyznane przez Pro-Música Brasil.
W 2017 roku raper Future użył próbki głosu Pocahontas w utworze „Fresh Air” ze swojego albumu Hndrxx. Piosenka została później wykorzystana przez Kylie Jenner w makijażowym tutorialu.
Na początku 2019 roku Pocahontas podpisała kontrakt z Warner Music Group, zmieniając swój pseudonim na Pocah, aby uniknąć zarzutów o naruszenie praw autorskich ze strony Disneya. Jej pierwsza piosenka wydana z nową wytwórnią, „Não Sou Obrigada” ukazała się w kwietniu; opisywana jako „oda do wzmocnienia pozycji kobiet”, osiągnęła ponad 11 milionów wyświetleń na YouTube i 35 milionów streamów na Spotify. W październiku została nominowana do BreakTudo Awards 2019 w kategorii „Brazilian New Artist”, otrzymując kolejną nominację w edycji 2020 w kategorii „Best MV” za współpracę z Cléo Pires, „Queima”.
W styczniu 2021 roku ogłoszono, że będzie uczestnikiem reality show Big Brother Brasil 21.

## Życie prywatne
W latach 2014–2016 Pocah była żoną swojego menadżera i innego piosenkarza funkowego Matheusa Vargasa, znanego jako MC Rouba Cena, z którym miała córkę Victórię (ur. 2016). W sierpniu 2019 roku rozpoczęła współpracę z promotorem Ronanem Souzą, byłym chłopakiem Anitty. Później w grudniu zarejestrowali związek partnerski.
Jest otwarcie biseksualna od 13 roku życia, a w wywiadzie dla magazynu ISTOÉ z 2020 r. określiła się również jako feministka.

## Nagrody i nominacje
| Rok  | Nagroda                      | Kategoria                     | Nominacja                       | Rezultat  |
| ---- | ---------------------------- | ----------------------------- | ------------------------------- | --------- |
| 2019 | MTV Millennial Awards Brazil | Crush do Ano                  | Pocah                           | Wygrana   |
| 2019 | MTV Millennial Awards Brazil | Danceokê                      | „Não Sou Obrigada”              | Nominacja |
| 2019 | BreakTudo Awards             | Brazylijski nowy artysta      | Pocah                           | Nominacja |
| 2019 | WME Awards                   | Najlepsza muzyka popularna    | „Não Sou Obrigada”              | Nominacja |
| 2020 | MTV Millennial Awards Brazil | Najlepszy klip domowej roboty | „Depois da quarentena”          | Wygrana   |
| 2020 | MTV Millennial Awards Brazil | Zika do Baile                 | Pocah                           | Nominacja |
| 2020 | BreakTudo Awards             | Najlepszy teledysk            | „Queima”                        | Nominacja |
| 2020 | Prêmio Jovem Brasileiro      | Hit roku                      | „Pegando fogo” feat. Lara Silva | Nominacja |